# Anticiklon
Anticiklon je večje območje visokega zračnega tlaka. Zrak se giblje proti tlom, torej se pri tleh razteka, zgoraj pa seseda. Zaradi vpliva Coriolisove sile vetrovi v anticiklonu na severni polobli krožijo v obliki spiral v smeri urinega kazalca, na južni pa ravno obratno. 
V toplem anticiklonu je vreme lepo, posebno če so tla še hladna (pozimi). Pozimi je v anticiklonu po navadi hladno in po kotlinah in nižinah je megla. Pride do inverzne situacije - toplotni obrat, ko je v gorah po navadi toplo in jasno vreme,  ki traja več dni. V anticiklonu se pojavlja jutranja megla tudi jeseni in spomladi, po jasnih nočeh.
Anticiklon vpliva tudi na človekovo počutje.